# Igor Martínez
Igor Martínez Caseras (ur. 19 lipca 1989 w Vitoria) – hiszpański piłkarz występujący na pozycji pomocnika w CD Lugo.